# Фасих аль-Хавафи
Фасих ал-Хавафи (полное имя — Фасих Ахмад ибн Джалал ад-Дин Мухаммад ал-Хавафи)  (1375, Руй — 1442, Герат) — персидский историк, один из представителей школы придворных историографов, существовавшей при дворах тимуридов.

## Биография
Фасих Хавафи родился в 1375 г. в г. Руй (центр округа Хаф в Хорасане). Вырос и учился в Герате. Служил при дворе Шахруха, сына Амир Темура и сына Шахруха – Байсункар Мирзе на высоких должностях, выполнял большие дипломатические миссии. Умер в Герате (Афганистан) в 1442 г.

## Труды
Фасих Хавафи известен единственным трудом – «Муджмал-и Фасихи» («Фасихов свод»). Он представляет собой изложение событий в хронологическом порядке, особенно ценна часть изложения с 1301-1442 г., т.е. где излагаются события, связанные с историей Амир Темура и Тимуридов. В труде приводятся сведения о государственных деятелях, видных ученых и литераторах того времени, о крупных строительных работах, проводимых в Тимуридском государстве; об основных источниках по истории той или иной династии, о локализации местностей, о распространенных видах налогов, мерах длины и веса, о стихийных бедствиях, междоусобных войнах, и самое главное, дана точная датировка событий и т.д.